# 馬夏爾·塞萊斯坦
馬夏爾·拉沃·塞萊斯坦（法語：Martial Lavaud Célestin，發音：[maʁsjal lavo selɛstɛ̃]；1913年10月4日—2011年2月4日），1988年3月由总统萊斯利·馬尼加根据1987年宪法规定任命为海地总理。因1988年6月20日海地政变被罢免。生于甘西亚，是一名职业律师。2011年2月4日去世，享年97岁。